# Decreto judicial
Decreto, providencia, providencia simple o proveído es un tipo de resolución judicial que sin fallar sobre incidentes o sobre trámites que sirvan de base para el pronunciamiento de una sentencia, tiene solo por objeto permitir el desarrollo normal del proceso u ordenar actos de mera ejecución.

## Ejemplos
Son decretos o providencias las resoluciones judiciales que resuelven, proveen o se pronuncian sobre:
- Traslado de la demanda
- Contestación de la demanda
- Réplica
- Dúplica
- Solicitud de certificación de ministro de fe
- Delegación de poder
- Solicitud de oficio
- Solicitud de copia
- Acompañamiento de documento
- Solicitud de citación a oír sentencia
- Solicitud de embargo de bienes
- Solicitud de regulación de costas
- Giro de cheque

## Regulación por país
Los decretos o providencias se encuentran normalmente reglamentados en los códigos procesales civiles:
- Artículo 160 del Código Procesal Civil y Comercial de la Nación Argentina.[3]
- Artículo 187 del Código de Procedimiento Civil boliviano.
- Artículo 158 inciso final del Código de Procedimiento Civil chileno.[4]
- Artículo 271 del Código de Procedimiento Civil ecuatoriano.
- Artículo 157 del Código Procesal Civil paraguayo.
- Artículo 121 del Código Procesal Civil peruano.
- Artículo 220 del Código de Procedimientos Civiles mexicano.
- Artículo 206 N° 1 regla 1ª de la Ley 1/2000, de 7 de enero, de Enjuiciamiento civil.